# Gare de Gandrange - Amnéville
La gare de Gandrange - Amnéville est une gare ferroviaire française située sur le territoire de la commune d'Amnéville, à proximité de la commune de Gandrange, dans le département de Moselle, en région Grand Est.
C'est une gare voyageurs de la Société nationale des chemins de fer français (SNCF), du réseau TER Grand Est, desservie par des trains express régionaux.

## Situation ferroviaire
Établie à 164 m d'altitude, la gare de Gandrange - Amnéville est située au point kilométrique (PK) 342,076 de la ligne de Saint-Hilaire-au-Temple à Hagondange, entre les gares de Rombas - Clouange et de Hagondange.

## Histoire
La gare de Gandrange - Amnéville est mise en service le 15 novembre 1888 par la Direction générale impériale des chemins de fer d'Alsace-Lorraine (EL) lorsqu'elle ouvre à l'exploitation la ligne de Hagondange à Moyeuvre-Grande.
Reliée directement à Gandrange par le passé, elle a un statut unique qui oblige les Gandrangeois à traverser au minimum deux autres communes pour atteindre leur gare. Auparavant la commune actuelle d'Amnéville appartenait à celle de Gandrange et en faisait partie en tant que hameau. En avril 1902, par décision des autorités impériales allemandes est créée la cité de Stahlheim, devenue effective en juillet 1902, après les élections municipales du 15 juin 1902. Le décret ministériel signé le 31 juillet 1902 à Strasbourg sépare Gandrange et Amnéville et érige l'ancien hameau et annexe en commune autonome sous le nom de Stahlheim et la commune de Gandrange se trouve amputée des deux tiers de son territoire et de la majorité de ses ressources. À plusieurs reprises, entre 1902 et 1918, les nouvelles autorités municipales ont tenté de donner à la gare de Gandrange - Amnéville (Gandringen - Stahlheim) le nom de gare de Stahlheim, mais les autorités impériales de la "Kreistdirektion" ont toujours refusé de le faire.
Le 19 juin 1919, la gare entre dans le réseau de l'Administration des chemins de fer d'Alsace et de Lorraine (AL), à la suite de la victoire française lors de la Première Guerre mondiale. Puis, le 1er janvier 1938, cette administration d'État forme avec les autres grandes compagnies la SNCF, qui devient concessionnaire des installations ferroviaires de Gandrange - Amnéville. Cependant, après l'annexion allemande de l'Alsace-Lorraine, c'est la Deutsche Reichsbahn qui gère la gare pendant la Seconde Guerre mondiale, du 1er juillet 1940 jusqu'à la Libération (en 1944 – 1945).

## Fréquentation
De 2015 à 2024, selon les estimations de la SNCF, la fréquentation annuelle de la gare s'élève aux nombres indiqués dans le tableau ci-dessous.
| Année     | 2015   | 2016  | 2017  | 2018  | 2019  | 2020  | 2021  | 2022  | 2023  | 2024  |
| --------- | ------ | ----- | ----- | ----- | ----- | ----- | ----- | ----- | ----- | ----- |
| Voyageurs | 10 354 | 6 408 | 3 584 | 2 456 | 3 235 | 1 646 | 2 916 | 3 965 | 3 775 | 4 341 |

## Service des voyageurs

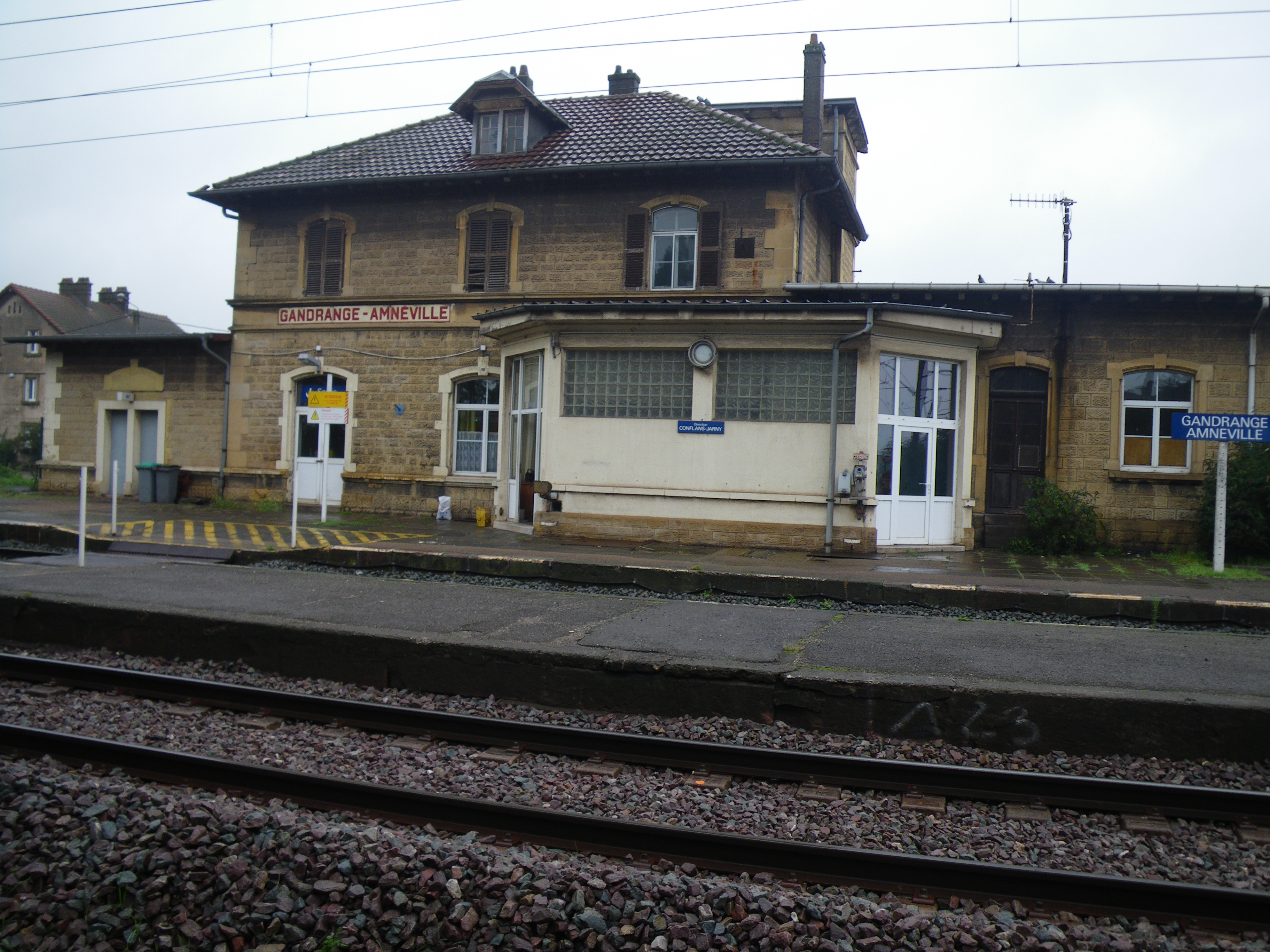
Quais, voies et bâtiment voyageurs.

### Accueil
Halte SNCF, c'est un point d'arrêt non géré (PANG) à accès libre. Néanmoins son bâtiment voyageurs est ouvert tous les jours. Elle dispose d'une traversée de voie à niveau par le public (TVP).

### Desserte
Gandrange - Amnéville est desservie par les trains TER Grand Est qui effectuent des missions entre les gares de Conflans - Jarny ou de Verdun et d'Hagondange, ou de Metz-Ville.

### Intermodalité
Le stationnement des véhicules est possible à proximité du bâtiment voyageurs.